# Ghigo Masino
Ghigo Masino, pseudonimo di Arrigo Masi (Firenze, 2 marzo 1921 – Firenze, 10 ottobre 1985), è stato un attore e comico italiano.

## Biografia
Attore caratterista, (figlio d'arte di Dino Masi, attore del teatro in vernacolo toscano) prima di intraprendere l'attività cinematografica svolse ruoli imprenditoriali all'interno di alcune televisioni locali toscane; successivamente ebbe un periodo di notorietà nell'ambito delle tv locali fiorentine fungendo da testimonial per una marca di calzaturifici, interpretando il ruolo di un prete un po' furbetto.
Non più giovanissimo, Ghigo Masino esordisce intorno a metà degli anni settanta in diversi film della commedia sexy all'italiana; collaborò spesso con il regista Oscar Brazzi, fratello del più noto Rossano. 
Ghigo Masino si ritira dal cinema intorno a metà degli anni ottanta in concomitanza con il declino del filone di film a cui aveva preso parte; muore qualche anno dopo il suo ritiro, a causa di una tonsillectomia.
Secondo lo storico della guerra partigiana Giovanni Frullini, Arrigo Masi partecipò nel 1943-1945 alle attività della 
Banda Carità, composta da torturatori aderenti alla Repubblica Sociale Italiana.

## Filmografia
- Una cavalla tutta nuda, regia di Franco Rossetti (1972)
- Racconti proibiti... di niente vestiti, regia di Brunello Rondi (1972)
- Giro girotondo... con il sesso è bello il mondo, regia di Oscar Brazzi (1975)
- Gli angeli dalle mani bendate, regia di Oscar Brazzi (1975)
- Atti impuri all'italiana, regia di Oscar Brazzi (1976)
- Il... Belpaese, regia di Luciano Salce (1977)
- Il vangelo secondo San Frediano, regia di Oscar Brazzi (1978)
- Io zombo, tu zombi, lei zomba, regia di Nello Rossati (1979)
- Champagne... e fagioli, regia di Oscar Brazzi (1980)
- La maestra di sci, regia di Alessandro Lucidi (1981)
- Anche i ladri hanno un santo, regia di Giampiero Tartagni (1981)
- Tradimento, regia di Alfonso Brescia (1982)